# Pachydermia sculpta
Pachydermia sculpta là một loài ốc biển, là động vật thân mềm chân bụng sống ở biển thuộc họ Neomphalidae.